# Tomba d'onore di Ca' Fattori
La tomba d'onore di Ca' Fattori, a Medole, è un monumento dedicato alla cavalleria francese che operò nella battaglia di Solferino e San Martino, in ricordo di un fatto d'arme eroico e importante per le sorti della battaglia che concluse la Seconda guerra d'indipendenza.

## Il monumento
Il 25 giugno 1859, in località Ca' Fattori, sita nel Campo di Medole, vennero sepolti sette ufficiali francesi, appartenenti al 1º Reggimento Cacciatori d'Africa a cavallo e al 5º Reggimento Ussari, caduti durante la carica di Valle del Termine. 
Nello stesso anno, il luogo di sepoltura venne ornato con un monumento in ferro e pietra del quale, a causa della prolungata esposizione alle intemperie, negli anni '70 del XX secolo rimasero intatte le sole vestigia lapidee. Nel 2009, in occasione del 150º anniversario della battaglia, furono restaurate le iscrizioni e nel 2018 fu ricostruita la recinzione e la croce in ferro battuto. 
Il cippo con iscrizione venne commissionato al marmista Sisto Gamba di Rezzato dal cavalier Andrea Terzi, fervente patriota e primo sindaco di Asola dopo l'Unità d'Italia, all'epoca proprietario di quei terreni.

## Il correlato fatto d'arme

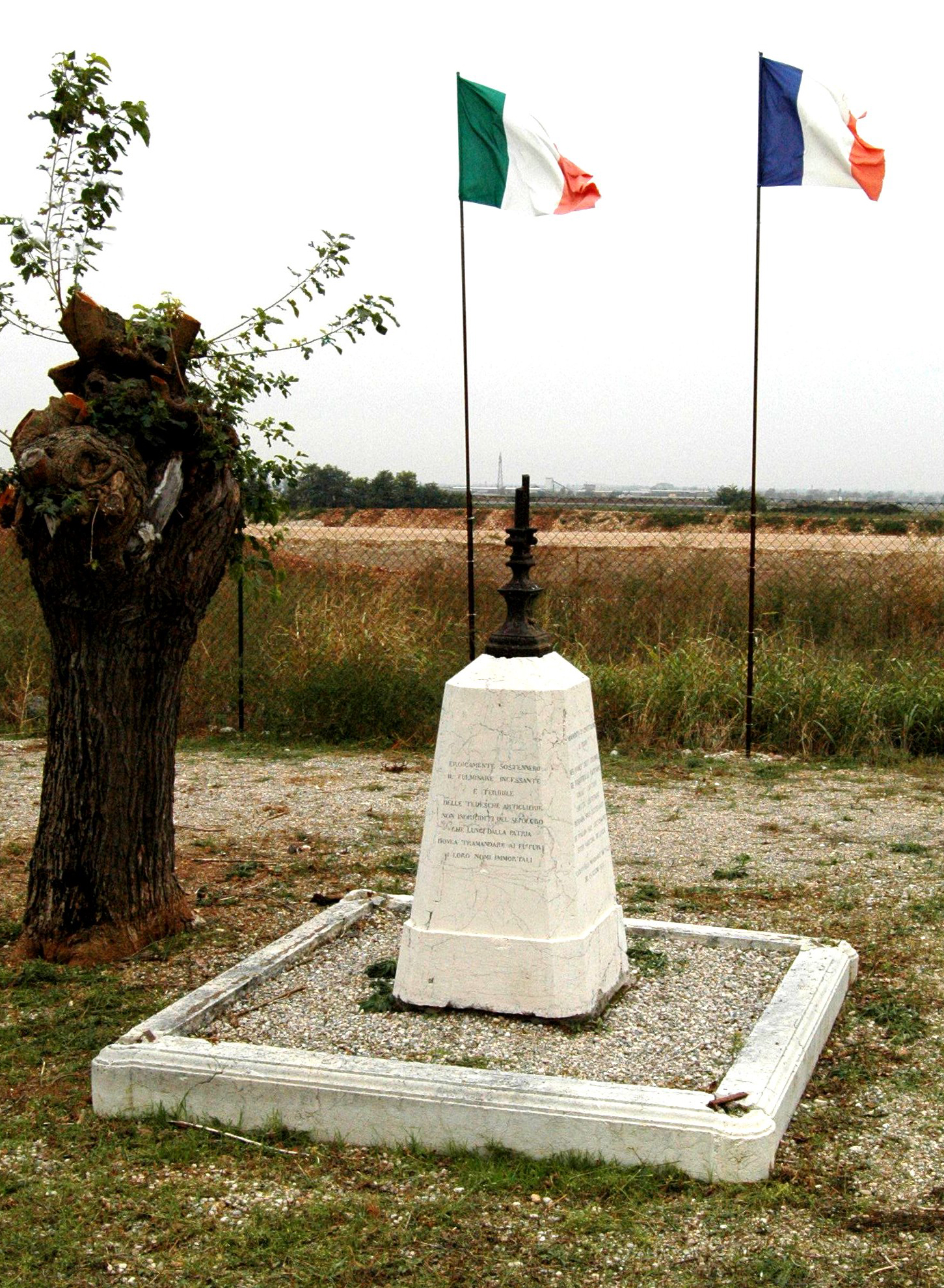
Il monumento prima del restauro

La carica di Valle del Termine è un episodio della Battaglia di Medole, fronte sud della battaglia di Solferino e San Martino, ove si misuravano il 4º Corpo d'Armata francese del generale Adolphe Niel e l'intera 1ª Armata Imperiale austriaca del feldmaresciallo Franz Wimpffen.
Mentre le truppe di Niel erano impegnate allo stremo nel respingere gli assalti delle ben superiori forze austriache, determinate a riprendesi la postazione di Casa Nuova, tre forti colonne di fanteria ungherese, provenienti da Nord, marciavano nella Valle del Termine, intenzionate ad aggirare la Brigata Batalille, reparto avanzato dell'estremo fianco sinistro nello schieramento di Niel, spintasi troppo avanti nel tentativo di incalzare la Brigata Baltin in ritirata.
Troppo distanti per essere raggiunti dall'artiglieria del generale Soleille, non restò che contrastare gli ungheresi attraverso i reparti di cavalleria che rappresentavano la congiunzione tra il 4º Corpo d'Armata di Niel, impegnato nella battaglia di Medole e il 2º Corpo d'Armata di Mc Mahon, impegnato nella battaglia di Solferino.

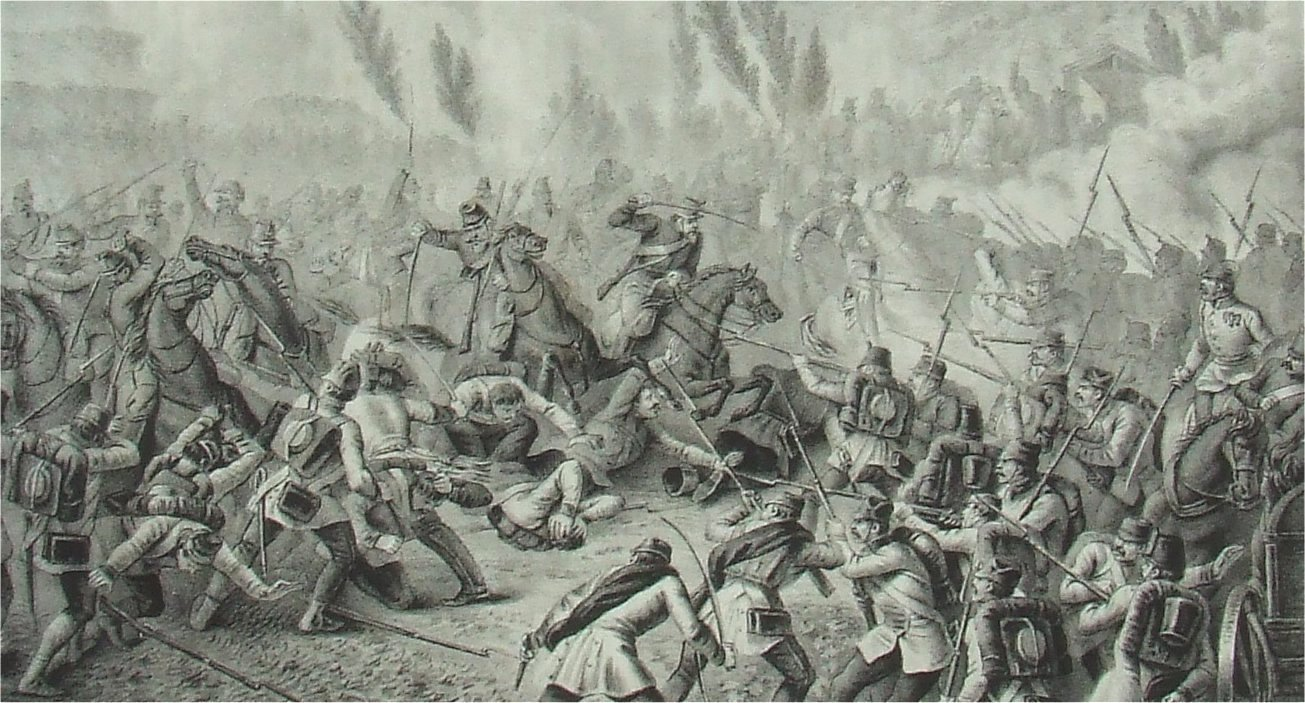
La carica dei Cacciatori d'Africa a Valle del Termine

Il comandante la divisione di cavalleria, generale Nicolas Desvaux, decise di impiegare l'intera Brigata Planhol, composta dal 1º Reggimento Cacciatori d'Africa e dal 5º Reggimento Ussari. Seguiti a breve distanza dagli Ussari, gli squadroni del reggimento Cacciatori d'Africa, guidato dal tenente colonnello Amédée Laurans des Ondes percorsero velocemente la strada Napoleonica facendo scudo alla Brigata Bataille e caricarono la fanteria ungherese, senza alcuna speranza di vittoria, al solo scopo di rallentarne la marcia e dare tempo alla fanteria di linea francese di manovrare a difesa.

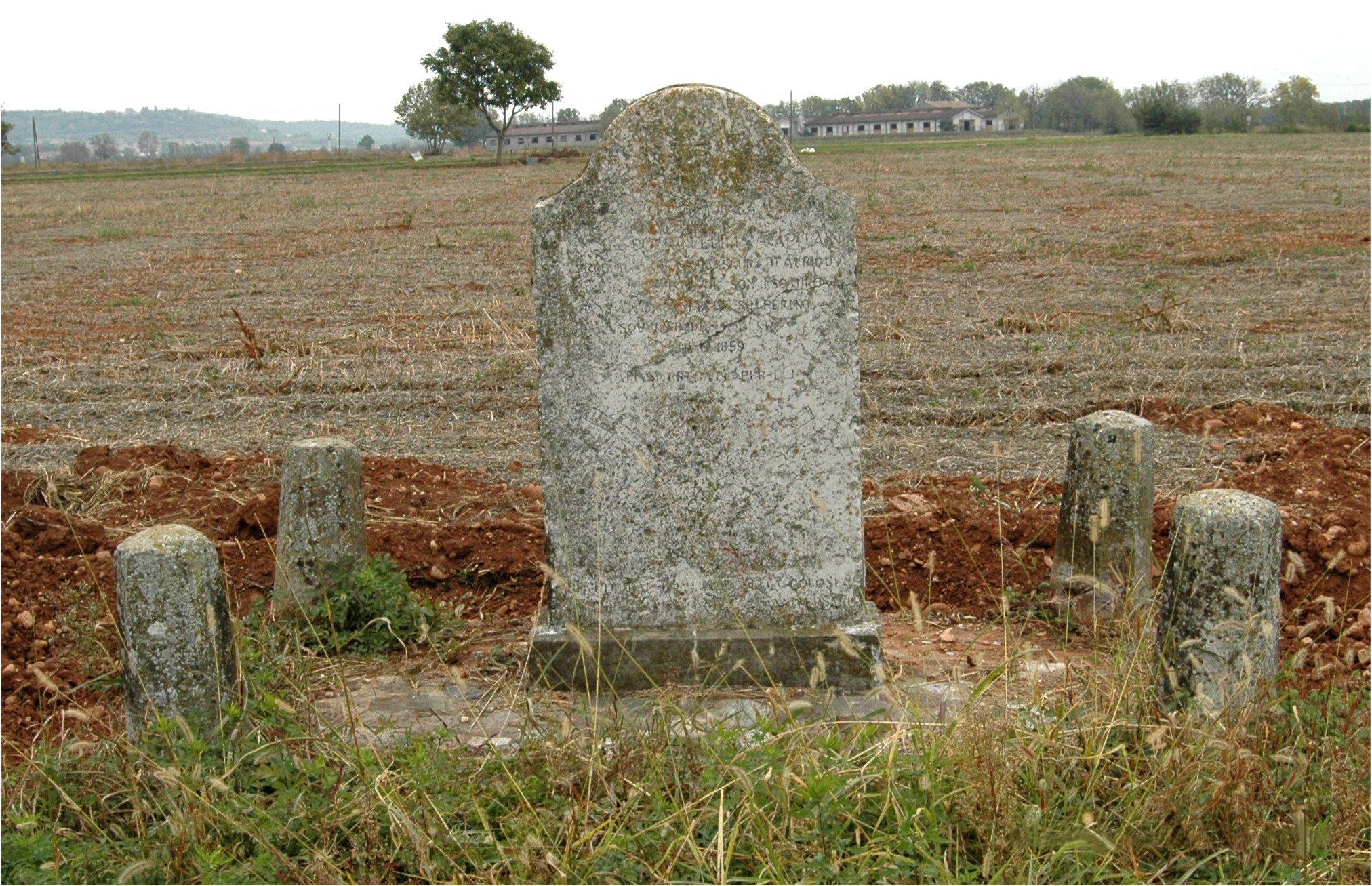
Cenotafio Roquefeuille. Località Valle del Termine

Avvistata la cavalleria francese, le colonne di fanteria si disposero a quadrato in attesa della carica. Uno squadrone, guidato dal capitano Armand de Roquefeuille attaccò sul lato sinistro per creare un diversivo, mentre i restanti tre squadroni attaccarono frontalmente. Sempre respinti con gravi perdite, gli squadroni francesi si riorganizzavano per tornare all'assalto.
L'azione si trasformò un vero massacro che causò gravissime perdite, particolarmente al 1º Reggimento Cacciatori d'Africa: buona parte dei cavalleggeri risultano morti o feriti, parimenti ai loro 10 ufficiali comandanti, sette dei quali perirono nelle cariche. Lo scontro, che era durato meno di mezz'ora, aveva però dato tempo alla fanteria francese di disporsi a difesa e all'artiglieria di Soleille di riposizionarsi. Alle colonne ungheresi non restava che la ritirata, sotto il fuoco dei cannoni francesi.
Alcuni degli ufficiali caduti in quell'azione, furono sepolti in località Ca' Fattori e loro dedicata una tomba d'onore. Il luogo dello scontro, distante circa 1 chilometro dalla tomba d'onore, è segnalato da un cenotafio posto dalla famiglia del capitano Roquefeuille, caduto nella carica più violenta e disperata.

## Iscrizione
Sui quattro lati del cippo marmoreo prismoidale sono ben leggibili le iscrizioni.

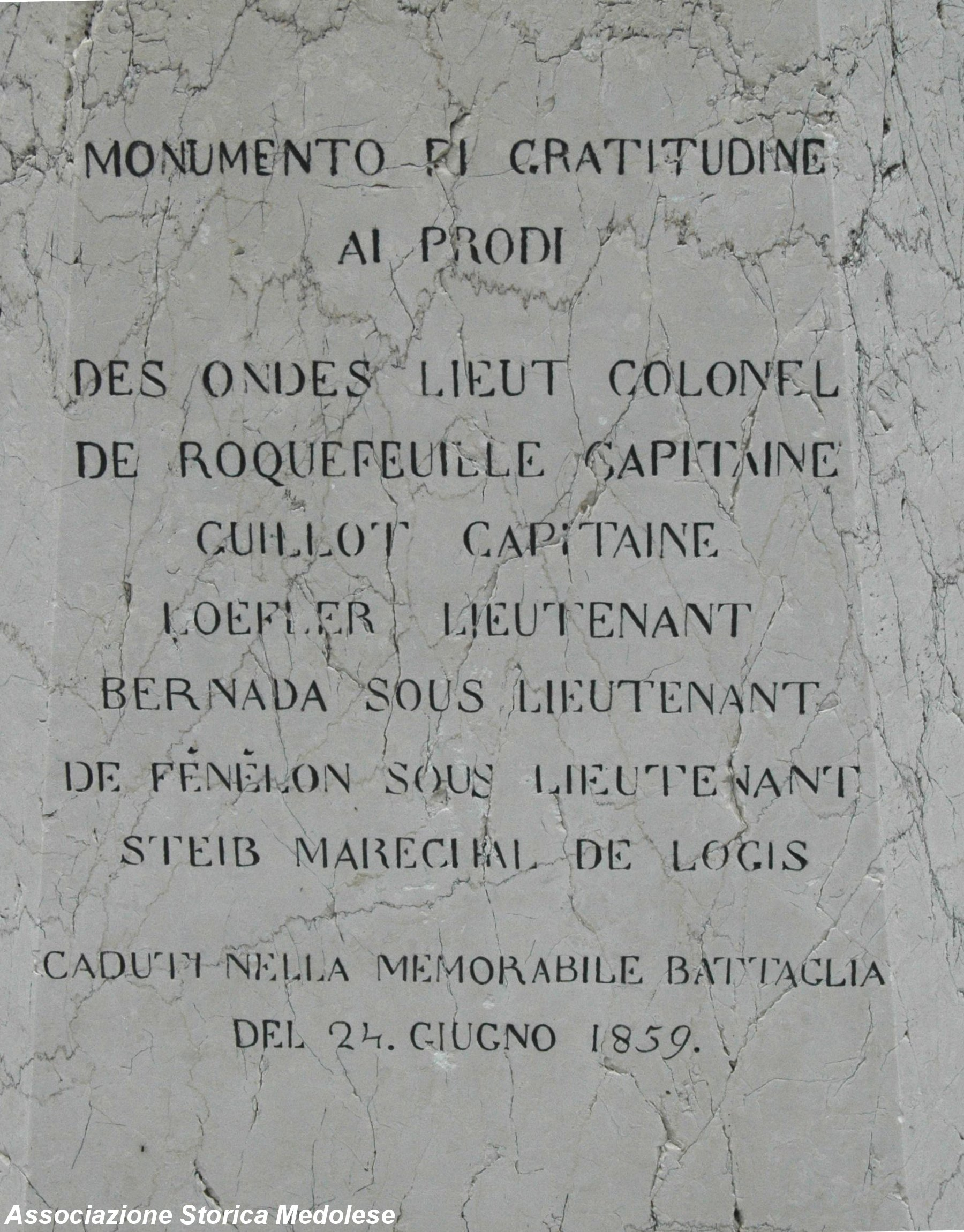
Iscrizione lato 1

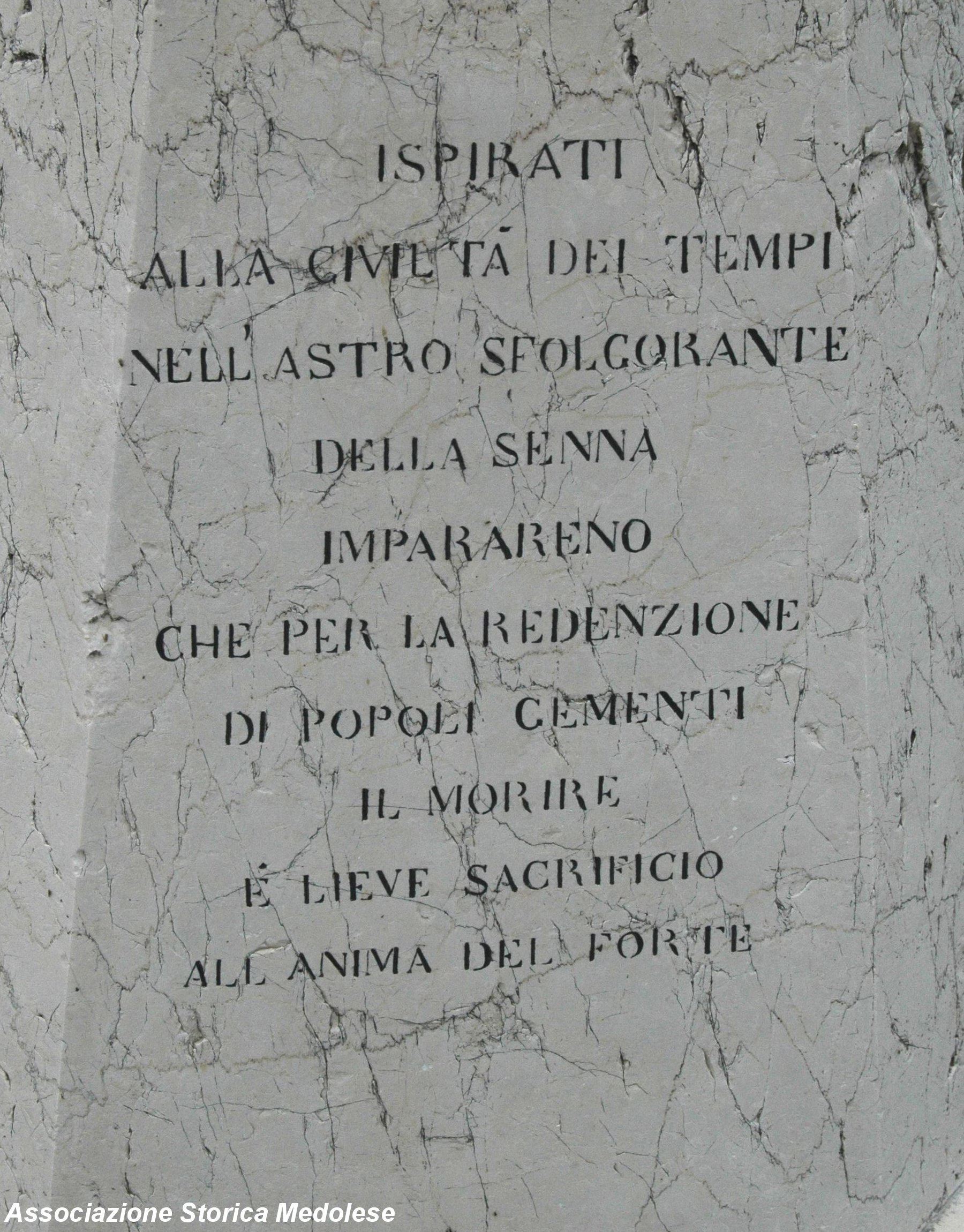
Iscrizione lato 2

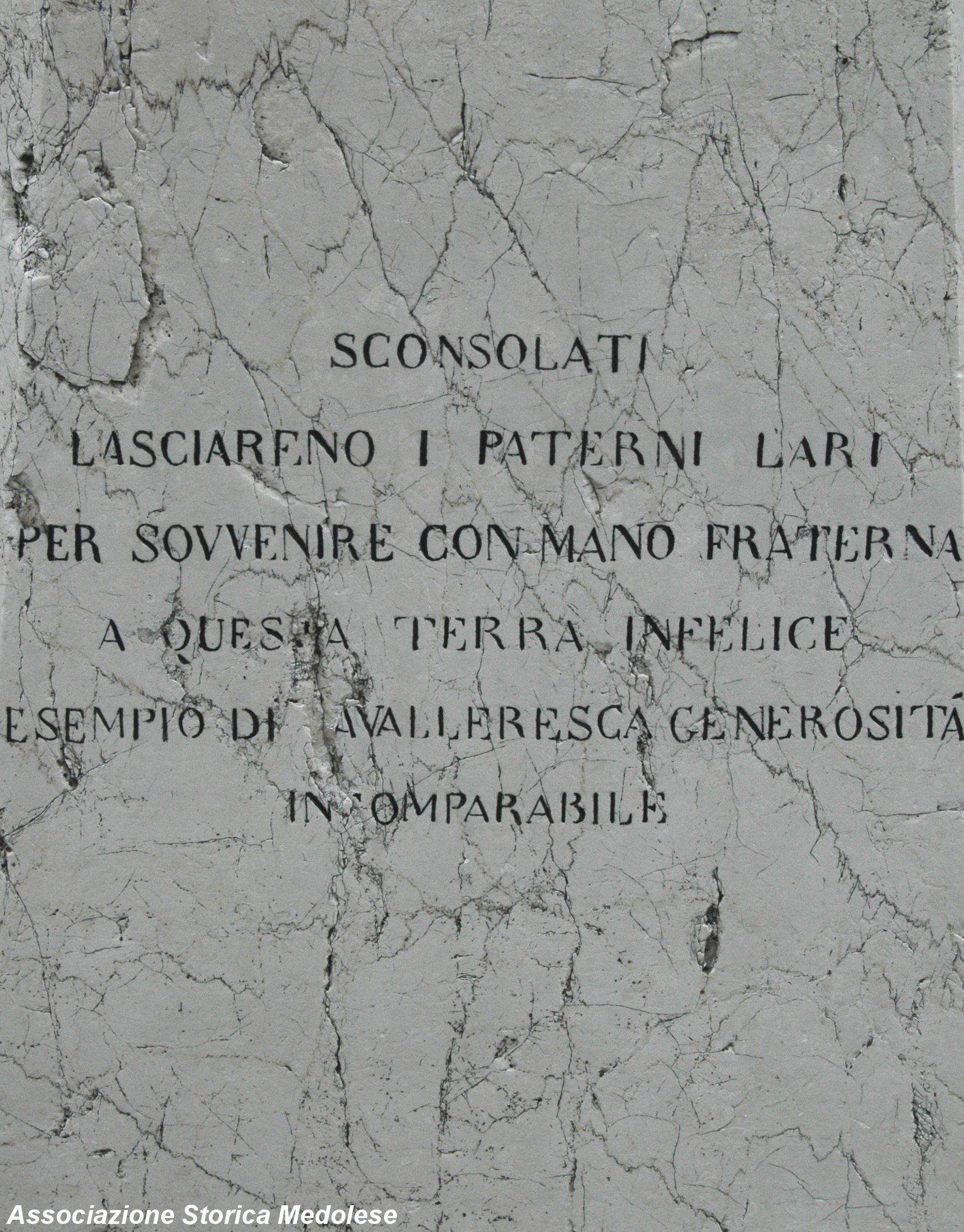
Iscrizione lato 3

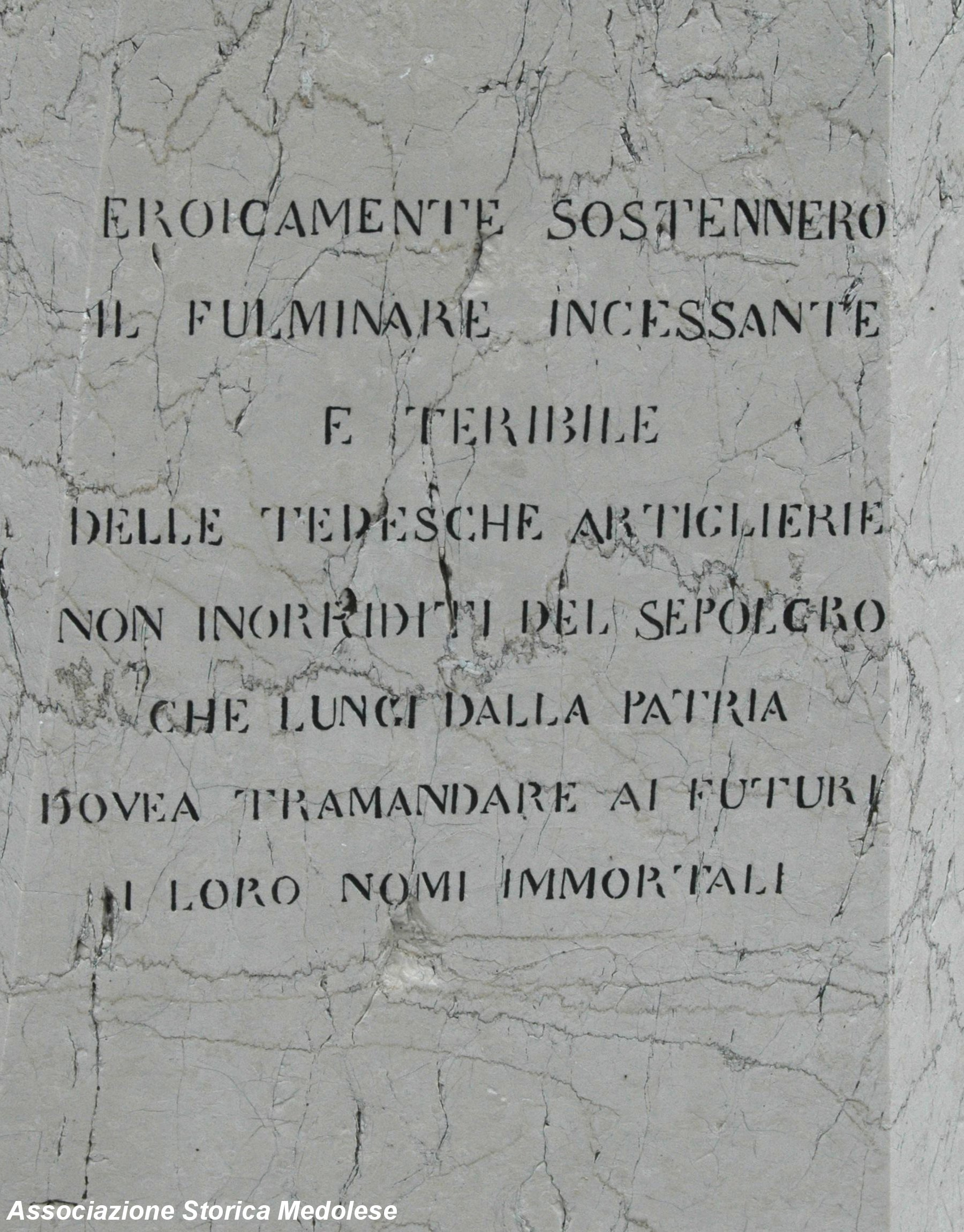
Iscrizione lato 4

(Lato 1)
(Lato 2)
(Lato 3)
(Lato 4)